# Moorwiesen-Ringgasser Bruch
Koordinaten: 49° 25′ 8,3″ N, 7° 35′ 2,8″ O
Der Moorwiesen-Ringgasser Bruch ist ein Naturschutzgebiet im Landkreis Kaiserslautern in Rheinland-Pfalz.
Das etwa 22,5 ha große Gebiet umfasst Teile der Gemeinde Landstuhl und liegt an der A 6.
Durch die Unterschutzstellung soll das Gebiet „mit seinen Feucht- und Nasswiesen, Schilf- und Großseggenriedflächen sowie Hochstaudenfluren als Standorte seltener Pflanzenarten und Pflanzengesellschaften, als Lebensraum seltener Tierarten und aus wissenschaftlichen Gründen“ erhalten werden.